# Kościół Matki Boskiej Królowej Polski w Kunowie
Kościół Matki Boskiej Królowej Polski – katolicki kościół filialny zlokalizowany w Kunowie, w gminie Kobylanka.

## Historia i architektura

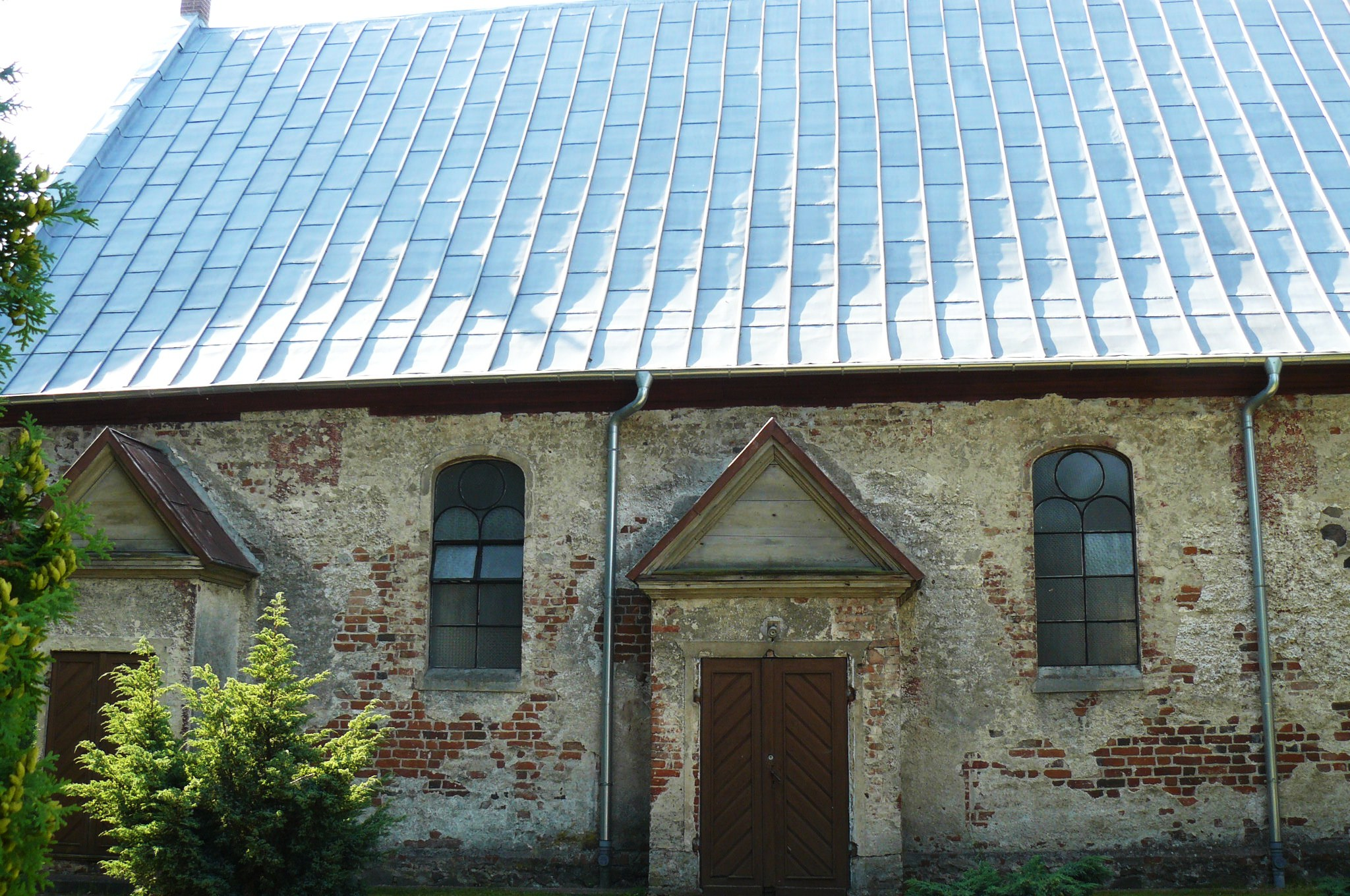
Część elewacji

Świątynia pochodzi z XV wieku, zbudowana z kamienia polnego uzupełnionego cegłą, w 1713 została gruntownie przebudowana, kiedy to otrzymała wystrój barokowy, a także trzy aneksy od północy. Pod amboną z 1714 trzy płyty nagrobne z wapienia: miejscowego proboszcza Urbana Wentty, Ernesta Friedricha Kirschnera i Marty Sophii Kirschner. Wieża dobudowana około 1582, podwyższona drewnianą nadstawą z hełmem wiciowym. Od południa do nawy prowadzą trzy wejścia. We wnętrzu barokowy ołtarz oraz późnogotyckie sakramentarium z malarskim przedstawieniem Chrystusa Bolejącego. Pod prezbiterium płyty nagrobne z XVI i XVIII wieku